# Stereogum
Stereogum – amerykański internetowy magazyn muzyczny założony w 2002 roku przez Scotta Lapatine’a, poświęcony wiadomościom muzycznym, recenzjom, wywiadom oraz innym, bieżącym wydarzeniom na rynku muzycznym.

## Profil
Magazyn muzyczny Stereogum publikuje codziennie treści poświęcone nowościom muzycznym, premierom nowych utworów i komentarzach na temat aktualnych wydarzeń na rynku muzycznym. Często można znaleźć na stronie popularnych muzyków spod znaku muzyki niezależnej, którzy komentują swoje utwory w sekcji komentarzy, co pozwala na nowe spojrzenie na ulubione piosenki i zespoły tego gatunku.

## Historia
Magazyn muzyczny Stereogum został założony w 2002 roku przez Scotta Lapatine’a. Jego nazwa została zaczerpnięta z tekstu piosenki „Radio Number 1” francuskiego zespołu Air.
W 2007 roku właściciele Stereogum: Bob Pittman, Jason Hirschhorn i Scott Lapatine, podpisali umowę o przeniesieniu swoich udziałów w firmie na rzecz BuzzNet.com, sieci społecznościowej poświęconej popkulturze i muzyce.
W 2009 roku Stereogum został zaliczony przez dziennik The Independent do 25 najlepszych muzycznych stron internetowych, obok takich witryn, jak: All About Jazz, Classical Archives, eMusic, MixCloud, musicOMH, Pitchfork, Popjustice, Rock's Backpages, The Arts Desk i The Quietus.
W 2011 roku Stereogum zdobył nagrodę Village Voice Web Award w kategorii: Best Music Blog magazynu The Village Voice.
W grudniu 2016 roku Stereogum został przejęty (razem z magazynem SPIN) przez The Hollywood Reporter-Billboard Media Group. W 2020 roku został sprzedany założycielowi i dotychczasowemu redaktorowi naczelnemu Scottowi Lapatine’owi, który objął stanowisko CEO.

To był zaszczyt obserwować rozwój Stereogum w ciągu ostatnich 18 lat – strona odnotowała rekordowy ruch w 2019 roku – i jestem podekscytowany naszym następnym rozdziałem jako niezależna, wyłącznie muzyczna publikacja.

W czerwcu 2020 roku Stereogum zapowiedział wydanie kompilacyjnego albumu Save Stereogum: An '00s Covers Comp, na którym miało znaleźć się ponad 40 ulubionych artystów z przełomowej internetowej publikacji, wykonujących utwory z lat 80. XX wieku. Ogłoszenie było częścią większej kampanii finansowania społecznościowego, mającego na celu utrzymanie wydawnictwa przy życiu w obliczu problemów finansowych spowodowanych przez COVID-19. Album ostatecznie wydany został 5 marca 2021 roku jako digital download i zawierał 55 nagrań.